# Ophioninae
Ophioninae  (лат.) — подсемейство наездников семейства Ichneumonidae. Встречаются повсеместно.

## Описание
Ophioninae — наездники, длиной достигающие от 6 до 29 мм. В основном ночные насекомые (иногда встречаются дневные виды), многих можно приманить ночью при помощи искусственного света.

## Экология
Ophioninae — эндопаразитоиды, в основном паразитируют на гусеницах чешуекрылых, но известны случаи, когда представители рода Ophion паразитировали на личинках жесткокрылых.

## Систематика
Мировая фауна включает около 30 родов и около 1000 видов, в Палеарктике — 12 родов и около 200 видов. Фауна России включает 7 родов и 46 видов наездников-ихневмонид этого подсемейства.
В подсемейство включены следующие роды:
- триба: Enicospilini
  - род: Barytatocephalus
  - род: Dictionotus
  - род: Enicospilus
  - род: Staouropoctenus
- триба: Ophionini
  - род: Apatophion
  - род: Boethoneura
  - род: Clistorapha
  - род: Eremotylus
  - род: Helliwigiella
  - род: Ophion